# Ford Fairlane
La Ford Fairlane est un modèle automobile qui a été vendu entre 1955 et 1970 par Ford en Amérique du Nord. Le nom est dérivé du domaine d'Henry Ford, Fair Lane (en), près de Dearborn, au Michigan.

## Première génération (1955-1956)
Voir aussi: Ford de 1955
Pour l'année modèle 1955, le nom Fairlane a remplacé la Crestline en tant que modèle full-size de Ford le plus prestigieux (au-dessus des Mainline et Customline). Six styles de carrosserie différents étaient proposés, dont la Crown Victoria Skyliner avec un toit en plastique transparent teinté, le coupé Crown Victoria ordinaire avec beaucoup de garnitures en acier inoxydable, le cabriolet Sunliner, le coupé Victoria à toit rigide (hardtop) et des berlines traditionnelles (Club sedan et Town sedan). Toutes arboraient la bande « Fairlane Stripe » en acier inoxydable sur le côté. Les options de puissance étaient un moteur 6 cylindres en ligne de 3 654 cm3 et un V8 de 4 457 cm3. Le moteur Y-block de 4 785 cm3 était proposé en option et s'appelait V8 Thunderbird.

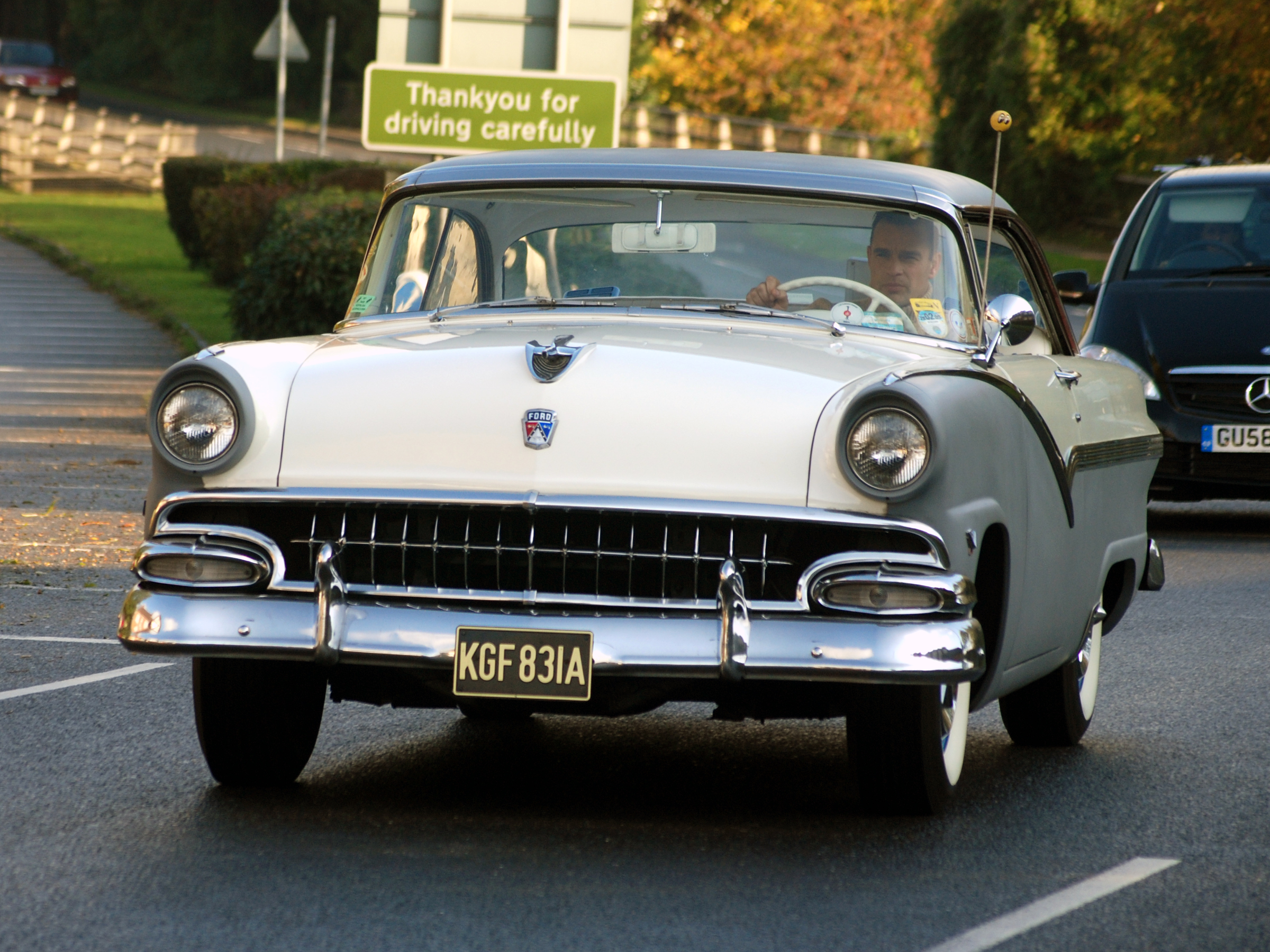
Ford Fairlane 1956.

Peu de modifications ont été apportées pour 1956 à part un restylage : une nouvelle Victoria hardtop à quatre portes et deux nouvelles options de moteurs V8 plus puissants, de 4 785 et 5 162 cm3, ce dernier disponible jusqu'à 228 ch (168 kW), ont été introduits. La finition de sécurité Lifeguard a été introduite. Le toit hartop Victoria à deux portes présentait une ligne de toit nouvelle et plus mince et, pour la première fois, les Customline comportaient aussi des Victoria. Un break deux portes, le Ford Parklane (qui exista uniquement en 1956) et une nouvelle version des Ford Country Sedan, présentaient une finition de niveau Fairlane, tout comme la Country Squire qui existait déjà en 1955 et avant.

## Deuxième génération (1957-1959)
Voir aussi: Ford de 1957

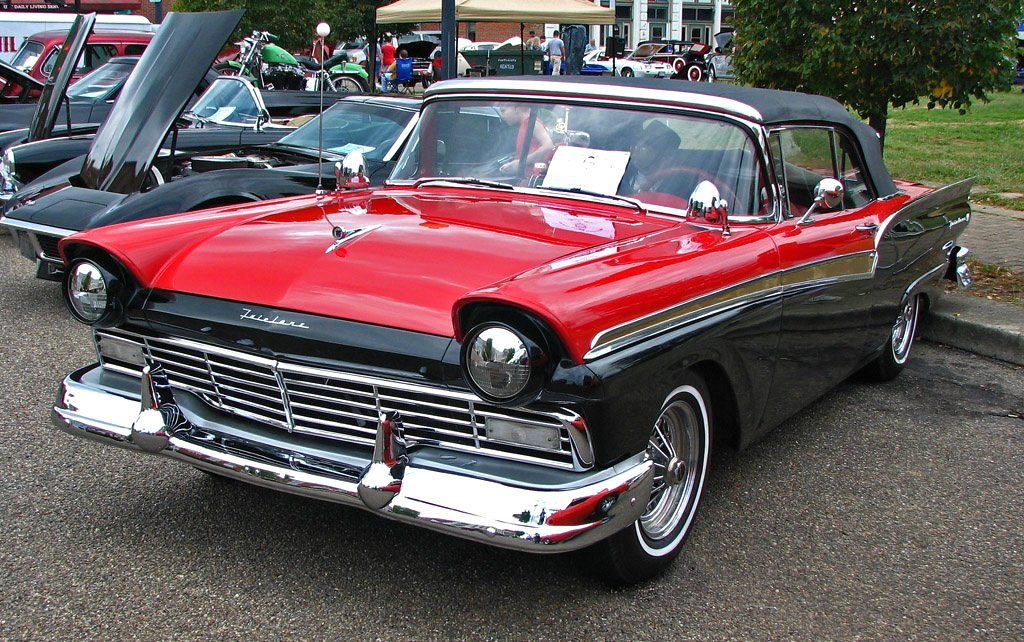
Ford Fairlane 1957

Pour 1957, le nouveau style a donné un look plus long, plus large, plus bas et plus élégant avec des ailerons bas et pointus. Les nouvelles proportions et le style moderne ont été un succès auprès des clients dans la mesure où Ford a devancé Chevrolet en 1957 pour la première fois depuis 1935. Un nouveau niveau de finition supérieur a été ajouté, la Fairlane 500 dont le chiffre de production dépasse les Fairlane ordinaires de quatre contre un. Pour la première fois, la gamme Custom de niveau inférieur avait un empattement plus court que la Fairlane. Les moteurs étaient en grande partie les mêmes que l'année précédente. La grande nouveauté pour 1957 a été l'introduction du modèle Fairlane 500 Skyliner cabriolet avec toit rigide rétractable électriquement, qui s'articulait et se repliait dans le coffre d'une simple pression sur un bouton.
Un autre lifting pour 1958 avait des quadruples phares à la mode, une calandre qui correspondait à la Thunderbird de 1958 et d'autres changements de style. De nouveaux V8 gros blocs FE de 5 441 et 5 768 cm3 ont remplacé les plus gros V8 précédents, et une meilleure transmission automatique à trois vitesses était également disponible.
Un nouveau modèle full-size de haut niveau a été introduit au milieu de l'année 1959, la Ford Galaxie. La Galaxie de 1959 affichait les badges «Fairlane 500» et «Galaxie».

## Troisième génération (1960-1961)
Voir aussi: Ford de 1960

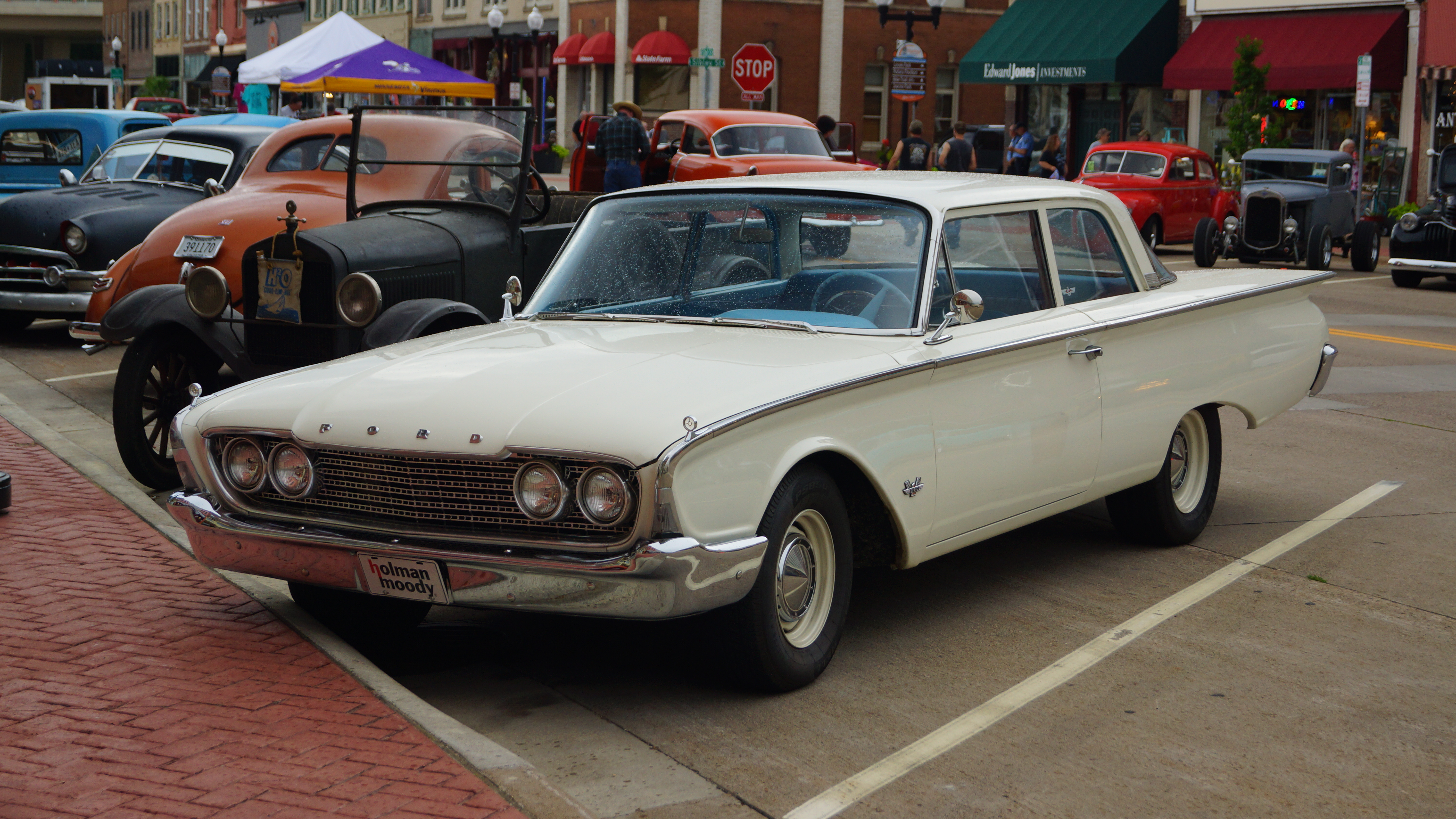
Ford Fairlane 1960

Les modèles Fairlane et Fairlane 500 full-size ont été redessinés pour 1960 et de nouveau pour l'année modèle 1961. La gamme Galaxie continuait en tant que Ford full-size haut de gamme. Les Fairlane 500 ont été rétrogradées au niveau intermédiaire de la gamme et équivalaient la Chevrolet Bel Air. Les Fairlanes étaient principalement vendues en tant que modèles de finition de base pour les flottes (taxi, police). Les deux n'étaient disponibles que sous forme de berlines à piliers.
Le V8 gros bloc de 6 391 cm3 était disponible en 1961 en tant qu'option de puissance supérieure, alors que la «guerre des chevaux» se poursuivait à Detroit,.

## Quatrième génération (1962-1965)

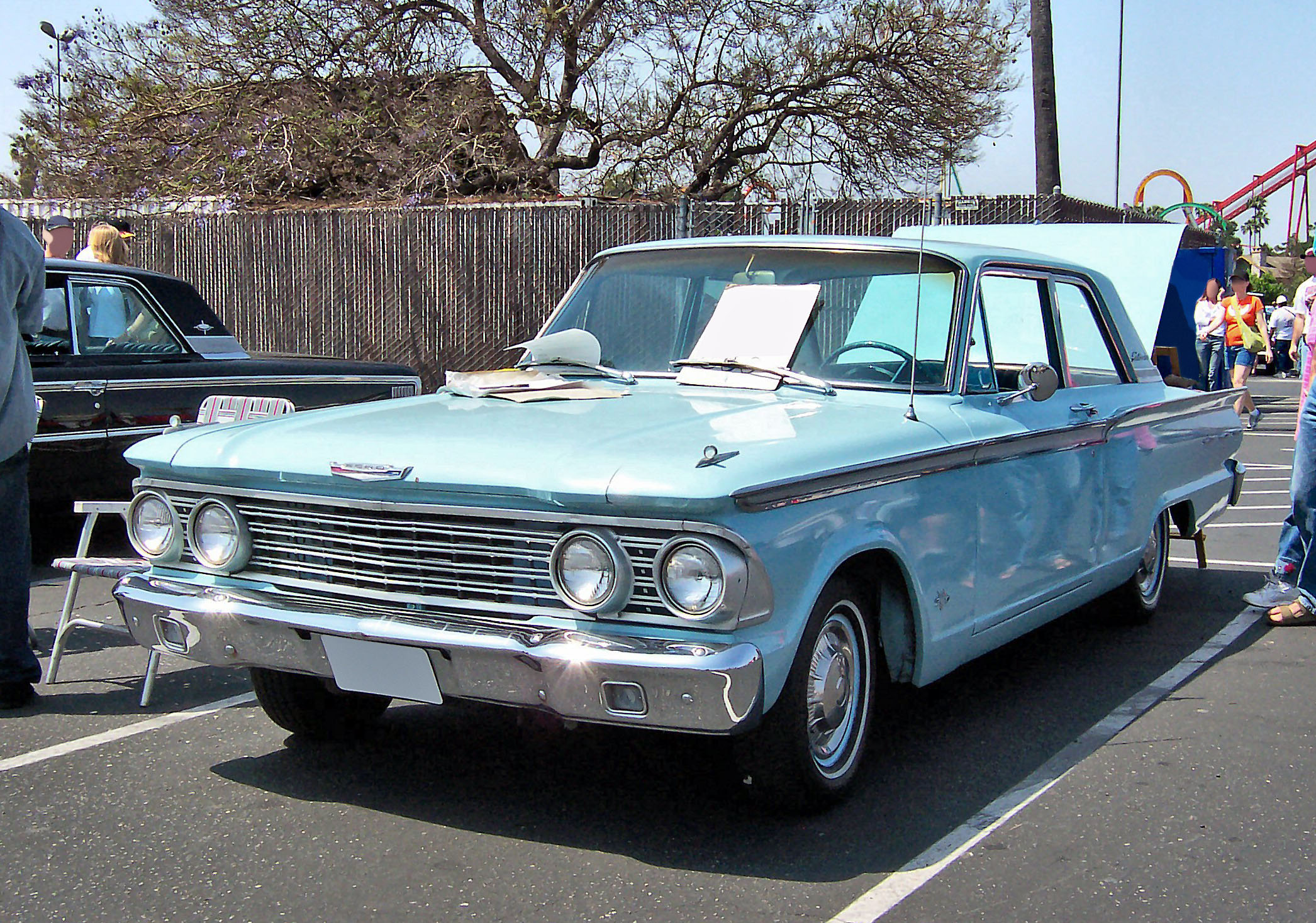
Ford Fairlane 1962

Le nom Fairlane a été déplacé en tant que nouvelle offre intermédiaire de Ford, introduite l'année modèle 1962, pour combler le fossé entre la Ford Falcon compacte et la Galaxie full-size, ce qui en fait une concurrente pour les «compacts seniors» à carrosserie A de GM, la Plymouth Belvedere et l'AMC Rambler. Avec une longueur totale de 5 004 mm et un empattement de 2 934 mm, elle était 406 mm plus longue que la Falcon et 312 mm plus courte que la Galaxie. La voie des roues variait de 1 355 à 1 422 mm selon le modèle et les spécifications.
Comme la Falcon, la Fairlane avait un cadre monocoque, mais la carrosserie incorporait une caractéristique inhabituelle que Ford appelait boîtes de couple, quatre structures en boîte dans la structure inférieure de la carrosserie conçues pour absorber les chocs de la route en se déplaçant légèrement dans le plan vertical. La suspension était une disposition conventionnelle indépendante de bras court-long à l'avant, avec entraînement Hotchkiss à l'arrière. La Fairlane était initialement uniquement offerte dans les styles de carrosserie berline deux ou quatre portes.
Le moteur standard de la Fairlane était le six cylindres de 2 786 cm3, mais en option, elle introduisit le nouveau V8 Windsor léger de Ford, initialement avec une cylindrée de 3 622 cm3 et 147 ch (108 kW); une version «Challenger» de 4 261 cm3 a été ajoutée au milieu de l'année, avec une puissance annoncée de 166 ch (122 kW). L'option Sports Coupe a débuté au milieu de l'année et comportait des sièges baquets et une petite console au plancher. Le niveau de finition complétait les niveaux de finition Fairlane et Fairlane 500 (le modèle 500 avait des garnitures plus décoratives, telles qu'une bande chromée plus large sur le côté et trois "balles" sur les panneaux de quart arrière). Le moteur Challenger de 4 736 cm3 a été introduit au milieu de l'année 1963, avec des poussoirs solides et d'autres pièces de performance aidant le moteur à produire une puissance annoncée de 275 ch (202 kW); cependant, il était équipé d'un seul échappement comme les moteurs moins puissants. Ce moteur était codé «K» dans le numéro d'identification du véhicule. L'identification extérieure de ce moteur était par des badges «V» montés sur l'aile portant la mention «289 High Performance». Cette même année, des breaks sont arrivés, appelés Ranch Wagon et Ranch Custom Wagon. Toutes les Fairlane de 1962 avaient des poteaux «B» malgré la popularité des modèles à toit rigide et cabriolet sans pilier à cette époque.
Ford a vu le problème et a présenté deux coupés à toit rigide sans pilier pour 1963, dans les versions Fairlane 500 et Sports Coupe. Pour les modèles Sports Coupe de 1963 et plus tard, la console centrale, qui provenait du bac des pièces de la Falcon de 1962, a été modifiée pour être similaire à celle de la Galaxie. Les modèles Sports Coupe avaient un levier de changement de vitesse monté au plancher pour la console centrale lorsque la transmission automatique Cruise-O-Matic ou la transmissions manuelles à 4 vitesses étaient spécifiés; cependant, lorsque la transmission automatique Fordomatic à deux vitesses était commandée, le levier de vitesses était installé sur la colonne de direction (et la console était la même sans le levier de vitesses). Le style avant des modèles de 1963 imitait les grands modèles Galaxie, mais l'extrémité arrière conservait les petits ailerons arrière et les feu arrière de style "pieplate". Le break Squire (un faux Woodie) n'était disponible que pour 1963, y compris un modèle avec sièges avant baquets. Le volant "Swing-Away" est devenu une option en 1964.
Les gammes Fairlane de 1964 et 1965 se composaient de styles de carrosserie similaires: les coupés et berlines deux portes Fairlane et Fairlane 500 de base et les berlines deux portes Fairlane 500 et Sports Coupe. En 1963, la Sports Coupe avait ses propres enjoliveurs standard de style «Spinner» et un travail supplémentaire de brillance extérieure. De grands scripts "Sports Coupe" ornaient les piliers "C". Le break Fairlane Squire a été abandonné, mais le break standard a été maintenu. Le V8 221 a été abandonné après 1963, laissant le six cylindres comme moteur de base et le 260 comme V8 de base. Le V8 «K-code» 289 de 271 chevaux a continué en 1964, gagnant deux échappements, tandis qu'une version de 198 chevaux (145 kW) du moteur 289 avec un carburateur à deux corps et des poussoirs hydrauliques a été introduite. La transmission automatique Fordomatic à deux vitesses est restée le choix de transmission automatique pour le moteur 260 en 1964, tandis que les V8 289 avaient l'option de transmission automatique à trois vitesses Cruise-O-Matic. Tous les modèles de 1965 étaient équipés de série de jantes de 14 pouces, à la place des anciennes jantes de 13 pouces, et la transmission automatique Fordomatic a finalement été abandonné, laissant la transmission automatique Cruise-O-Matic comme seule transmission automatique disponible pour la Fairlane. Le moteur 260 a également été abandonné après 1964, laissant le 289 à deux corps comme V8 de base. Du point de vue du style, en 1964, une nouvelle calandre et des nouvelles lunettes de phare ont été introduites, les ailerons arrière ont été abandonnés, certaines décorations chromées sur le côté ont été modifiées et la forme du couvercle du coffre a été modifiée. Les caractéristiques stylistiques pour 1965 comprenaient des lunettes de phare couleur carrosserie pour les modèles de luxe et des lentilles de feu arrière rectangulaires, un retour au couvercle du coffre de 1962-1963, avec moins de chrome sur la carrosserie et un petit ornement de capot vertical.
Les modèles australiens et néo-zélandais avaient des découpes plus longues dans le pare-chocs arrière pour accueillir leurs plaques d'immatriculation.

### Thunderbolt
Au fur et à mesure que le marché des muscles car prenait forme, Ford construisit un petit nombre de Fairlane à toit rigide deux portes préparés pour les courses de dragsters pendant la saison 1963[réf. nécessaire]. Ces voitures utilisaient le moteur 289 et étaient construites chez Dearborn Steel Tubing qui construisait les voitures spéciales pour les opérations de véhicules spéciaux de Ford[réf. nécessaire]. Celles-ci ont rapidement évolué pour devenir les «Thunderbolt» en 1964. La Thunderbolt de course était une voiture deux portes, fortement modifiée pour incorporer le nouveau moteur V8 de course de 6 997 cm3 de Ford avec deux carburateurs à quatre corps sur un collecteur à élévation élevée, prise d'air froid à travers les ouvertures laissées en supprimant les phares intérieurs, en-têtes de longueur égale, batterie montée dans le coffre, plusieurs pièces en fibre de verre (capot, habillages de porte, ailes et pare-chocs avant), fenêtres en verre acrylique et autres options de légèreté, y compris la suppression des enrouleurs des fenêtres arrière, de la moquette, de la radio, du scellant, des pare-soleil, des accoudoirs, du cric, de la clé en croix, du chauffage, de l'insonorisation et de l'essuie-glace côté passager. Les voitures portaient les garnitures de la Fairlane 500 et n'étaient proposées qu'avec la carrosserie berline deux portes. Ce modèle spécial, dont 111 à 127 modèles ont été fabriqués au total (les sources ne sont pas d'accord), délivrait 666 ch (490 kW) à 7 500 tr/min et était connu sous le nom de Thunderbolt.
Courant dans la NHRA Super Stock (qui ne nécessitait que cinquante voitures disponibles au public), sur des pneus de 180 mm de large, la Thunderbolt était basée sur la berline deux portes Fairlane 500 de niveau intermédiaire, en 1964 elle a établi des records de temps écoulé et de vitesse de pointe à 11,6 secondes et 200 km/h, a pris le titre Super Stock (avec Gas Ronda prenant les honneurs) et a remporté la Coupe du Fabricant. La voiture livrée était légèrement trop légère pour atteindre le poids minimum de 1 451 kg de la NHRA, à moins qu'elle ne soit conduite avec un réservoir plein d'essence, ce qui la porterait à 1 453 kg. Les règles NHRA de l'époque exigeaient un pare-chocs avant en métal, de sorte que les voitures ont commencé à être fournies avec un pare-chocs en aluminium et les acheteurs précédents en recevaient un en métal.
La production de la Thunderbolt a été arrêtée en raison des modifications des règles de la NHRA pour la compétition Super Stock, exigeant que 500 véhicules soient construits pour être inscrits dans cette classe. Ford perdait 1 500 à 2 000 $ sur chaque Thunderbolt vendue au prix de 3 900 $. Les 11 premières Thunderbolt ont été peintes en marron (connu sous le nom de Vintage Burgundy dans la brochure de Ford), le reste en blanc; 99 avaient des transmissions manuelles. Beaucoup sont encore en courses. Environ 50 Mercury Cyclone similaires ont également été produites par Ford en 1964, destinées à être modifiées pour représenter Ford dans la compétition A/FX, qu'elles ont également dominée. Ces véhicules variaient considérablement pour la voie des roues en raison des options des clients pour différentes combinaisons de suspension et de roue/pneu. Les voies avant de 1 372 à 1 422 mm et les voies arrière de 1 359 à 1 410 mm étaient courantes.

## Cinquième génération (1966-1967)
Voir aussi: Ford Ranchero

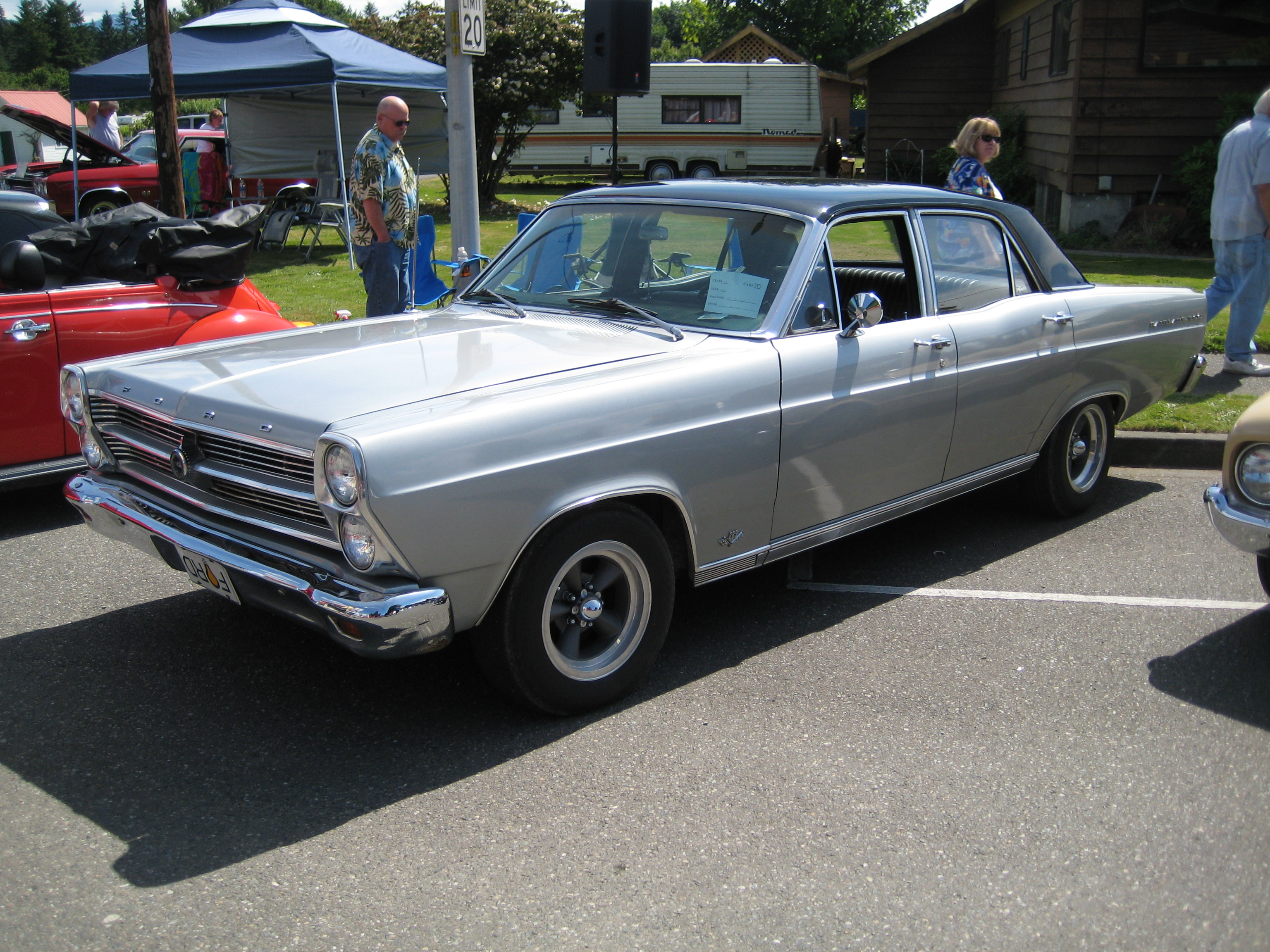
Ford Fairlane 1966

La Fairlane a été révisée en 1966. L'apparence a été modifiée pour correspondre au Ford full-size, qui avait été restylé dans l'année modèle 1965. L'avant comportait des doubles phares empilés verticalement. Les finitions XL, GT et GTA ont été introduites, ainsi qu'un cabriolet pour rejoindre la gamme existante de berlines, de toit rigides et de breaks. Le moteur "K-code" de 4 736 cm3 a été abandonné cette année. La GT était équipée de série d'un moteur V8 FE de 6 391 cm3, tandis que la GTA incluait également la nouvelle transmission automatique SportShift Cruise-o-Matic. Le moteur de 6 391 cm3 des GT/GTA développait 340 ch (250 kW) avec une compression plus élevée et avait un carburateur à quatre corps. Au milieu de l'année, Ford a produit 57 Fairlane 500 toits rigides à deux portes spéciaux avec moteur V8 de 6 997 cm3 de 431 ch (317 kW) à 6 000 tr/min et 651 N m de couple à 3 700 tr/min, équipée de la transmission manuelle à quatre vitesses "Top-Loader" de Ford. Construites pour qualifier la combinaison moteur/transmission dans les courses NHRA et IHRA Super Stock, elles étaient blanches et avaient des capots en fibre de verre avec une écope de capot orientée vers l'avant qui se terminait au bord du capot. Le break Fairlane Squire a été réintroduit pour 1966.
Des changements mineurs de garniture ont été introduits pour 1967 car la Fairlane a été légèrement rénovée. Le V8 petit bloc de 4 736 cm3 était le V8 de base, avec un six cylindres de 3 277 cm3 en standard, avec le moteur de 6 391 cm3 en option (avec un carburateur à deux ou quatre corps, avec 279 et 324 ch (205 et 239 kW), respectivement). Les moteurs 427 étaient toujours disponibles, soit avec un seul carburateur à quatre corps, soit avec un doubles carburateurs à quatre corps, développant 410 (code W) et 425 ch (code R), les moteurs 427 étaient disponibles sur les modèles XL, mais très peu ont été construits. L'ajout notable pour l'année modèle 1967 était le pick-up Ranchero faisant partie de la gamme Fairlane (de 1960 à 1965, le Ranchero était basé sur la Falcon, tandis qu'en 1966, il utilisait la plate-forme de la Fairlane mais le style de la Falcon). Les Fairlane de 1967 comprenaient également un certain nombre de caractéristiques de sécurité mandatées par le gouvernement fédéral, notamment nouvelle colonne de direction à absorption d'énergie avec un grand moyeu de volant rembourré, une garniture intérieure souple, des feux de détresse sur les quatre côtés, un système de freinage à double chambre et un ancrages de ceinture d'épaule. Le cabriolet avait une lunette arrière en verre de sécurité trempé.
Les Falcon Ranchero et breaks Falcon étaient, entre 1966 et 1970, identiques sous la carrosserie aux versions Fairlane de même finition. Seule la tôle et la garniture différaient.
Deux modèles différents de coupé deux portes ont été proposés. Le Fairlane Club Coupe bas de gamme avait des piliers séparant la vitre de porte et la vitre latérale arrière, tandis que les Fairlane de niveau supérieur étaient des toits rigides à deux portes sans pilier, similaires aux cabriolets.

## Sixième génération (1968-1969)
Une refonte a été introduite pour l'année modèle 1968. L'empattement est resté à 2 946 mm, mais elle a augmenté dans d'autres dimensions. Elles étaient environ 102 mm plus longues et 91 kg plus lourdes que les voitures qu'elles ont remplacées. Un modèle fastback Sportsroof a été introduit dans la gamme Fairlane 500, ainsi qu'un modèle Torino plus luxueux au sommet de la gamme intermédiaire, contribuant à 172 083 des 371 787 unités de Fairlane vendues cette année-là.
Dans une décision de réduction des coûts, les breaks ont repris les carrosseries du capot et de l'arrière des modèles de 1966-67. Le nom du modèle Ranch Wagon a été supprimé; Les breaks Fairlane avaient soit la finition de base, soit la finition 500. Les ventes de toit rigide de base ont plus que doublé, passant à 44 683 unités.
Le moteur de base était le six cylindres en ligne de 3 277 cm3, avec plusieurs V8 en option. Les Fairlane V8 de base du début de la production de 1968 étaient équipés du moteur à deux corps de 4 736 cm3, tandis que les unités ultérieures étaient livrées avec le moteur de 4 949 cm3. Les GT faisaient partie de la gamme Torino, avec le V8 de 4 949 cm3 de série, les moteurs optionnels étant le V8 de 6 391 cm3 en versions à deux et quatre corps. Le moteur 390 à quatre corps a été supplanté au milieu de l'année en tant que moteur de haute performance par le moteur Cobra Jet de 7 018 cm3, développant 340 ch (250 kW). Il y avait aussi un moteur Super Cobra Jet de 7 018 cm3. La Fairlane 500, le Ranchero et les Torino GT/GTA ont également été proposés avec le nouveau moteur 351W avec quatre corps produisant 253 ch (186 kW) et le moteur 351C quatre corps de 279 ch (205 kW) pouvait être seulement commandé dans les Torino GT/GTA.
Le style de carrosserie utilitaire coupé Ranchero était disponible en versions standard, 500 et GT.
La Cobra a été introduite en 1969 en tant que concurrente de la Road Runner de Plymouth. Les modèles de base comportaient le V8 de 4 949 cm3 et une transmission manuelle à trois vitesses de série. Les options comprenaient le moteur de 6 391 cm3 et deux V8 de 7 014 cm3. Les Cobra avaient un V8 de 7 014 cm3 en standard, évalué à 340 ch (250 kW), tandis que les options comprenaient des sièges baquets, écope de capot, horloge, tachymètre, freins à disque électriques et engrenage de l'essieu arrière à 4,30:1. Les Fairlane et Ranchero «ordinaires» ont continué, tous avec des options de siège baquet.

## Septième génération (1970)
Les intermédiaires de Ford ont de nouveau augmenté en 1970, maintenant avec un empattement de 2 972 mm. Au début de l'année modèle, seule la Fairlane 500 est restée le modèle de finition de base dans ce qui était maintenant effectivement la gamme Torino.
Le moteur six cylindres en ligne était la puissance économique, tandis que le plus gros moteur était maintenant un moteur de 7 030 cm3 avec un carburateur à quatre corps et 360 ch (270 kW). Différentes têtes étaient facultatives et ont donné au moteur Cobra 370 ch (280 kW) et une compression plus élevée. D'autres options incluaient le moteur Cobra Jet Ram Air 429, bien que Ford ait cité la même puissance, et le Drag Pack évalué à 375 ch (280 kW). Cependant, les modèles de l'année 1970 étaient plus lents que les modèles de l'année 1969 et les équipes de course ont été obligées de faire courir les modèles plus anciens.
Le nom Falcon a été transféré des Ford compactes, maintenant abandonné aux États-Unis, à une version de base, encore plus basse, sur base de la plate-forme intermédiaire en tant que modèle de «1970½» le 1er janvier 1970. Cette gamme comprenait une berline deux portes qui n'était pas disponible dans les modèles à finition supérieures. Pour 1971, les noms Falcon et Fairlane 500 ont été abandonnés, car tous les modèles intermédiaires ont pris le nom Torino. Les noms Falcon et Fairlane ont continué à être utilisés en Australie jusqu'au XXIe siècle. Le nom Fairlane a continué à être utilisé au Venezuela jusqu'en 1978 sur les modèles Ford Torino et LTD II correspondants.

## Ford Fairlane en Argentine
La berline quatre portes du modèle américain de 1968 a été construite en Argentine de 1969 à 1973 et le modèle américain de 1969 a été construite de 1973 à 1981 sous le nom Fairlane avec trois finitions d'équipement: Standard, 500 et LTD. La voiture était similaire au modèle américain à l'exception des moteurs. Les deux options étaient un 6 cylindres 3 622 cm3 de 134 ch (98 kW) et l'ancien V8 «Y-block» phase I de 4 785 cm3 (1969-1971) qui avait été utilisé pour la dernière fois dans le pick-up F-Series de 1964; il était évalué à 188 ch (138 kW), en 1971, la Ford Motor Company Argentina a décidé de faire une amélioration sur le moteur 292, a été démarrée par les couvercles principalement le problème des bougies d'allumage a été résolu en donnant une inclinaison du moteur vers l'avant qui permettait une extraction plus facile dans la voiture, changeait l'ordre d'ouverture et la came d'échappement, des soupapes d'admission plus grandes (du moteur 292 Heavy Duty américain) ont été placées, les conduites de carburant les rendant plus directes ont été améliorées avec une nouvelle admission très similaire à celle des moteurs 289 et 302 à petit bloc, des pistons de compression maximale avec la marque lomo Buxton ont été utilisés, augmentant la compression à 8 à 1, permettant au moteur d'éroguer 185 HP à 4 500 tr/min, une autre amélioration était des fuites avec des coureurs de collecteur individuels, éliminant le système d'un collecteur connecté à un autre en série d'origine américaine, utilisé dans les pick-ups, dans les voitures ils étaient toujours individuels. Les distributeurs sont différents dans le couplage, s'appelant FASE II. En 1978, l'option LTD "Elite" a été introduite comme étant la plus luxueuse fabriquée en Argentine. À la fin de la production en 1981, près de 30 000 Fairlane avaient été fabriquées.

## Ford Fairlane au Venezuela
Ford a fabriqué la Torino au Venezuela sous le nom de Fairlane et Fairlane 500. Ces voitures étaient identiques à la Torino américaine jusqu'en 1976 et la Fairlane de base et la Fairlane 500 haut de gamme utilisaient la calandre de la Torino «de base». Pour 1977–1979, la Fairlane était basée sur la LTD II américaine.

## Concept de 2005
Lors du circuit des Salons de l'auto 2005, Ford a dévoilé un nouveau concept car avec la plaque signalétique Fairlane. Le concept Fairlane, un véhicule utilitaire multisegment "déménageur de personnes", comprenait des sièges sur trois rangées pour six passagers et un aperçu du design de la calandre horizontale chromée à trois barres, qui est également apparu sur la berline Ford Fusion de 2006 et le véhicule utilitaire multisegment Ford Edge de 2007",.

### Modèle de production
Voir Ford Flex
Une version de production du concept Fairlane, maintenant appelée Ford Flex, a fait ses débuts au Salon de l'auto de New York 2007 et est entrée en production à l'été 2008 pour l'année modèle 2009. Contrairement au concept, le modèle de série est livré avec sept sièges. Il est construit sur la plate-forme D3 de Ford, qui est également utilisée par les Ford Taurus et Mercury Sable. Il est destiné à remplacer la capacité de déplacement de personnes du monospace Ford Freestar,.